# Tjugofyrahörning

En regelbunden tjugofyrahörning.

En tjugofyrahörning (eller sällsynt möjligen ikositetragon) är en polygon (en geometrisk månghörning) med tjugofyra sidor.

## Regelbundna tjugofyrahörningar
En regelbunden tjugofyrahörning har vinkeln 165° och en area A som ges av:
{\displaystyle A=6a^{2}\cdot (2+{\sqrt {2}}+{\sqrt {3}}+{\sqrt {6}})\approx 45{\text{,}}57452\,a^{2}}
där a är sidlängden i tjugofyrahörningen.
En regelbunden tjugofyrahörning kan konstrueras med passare och ograderad linjal.